# Make love, not war

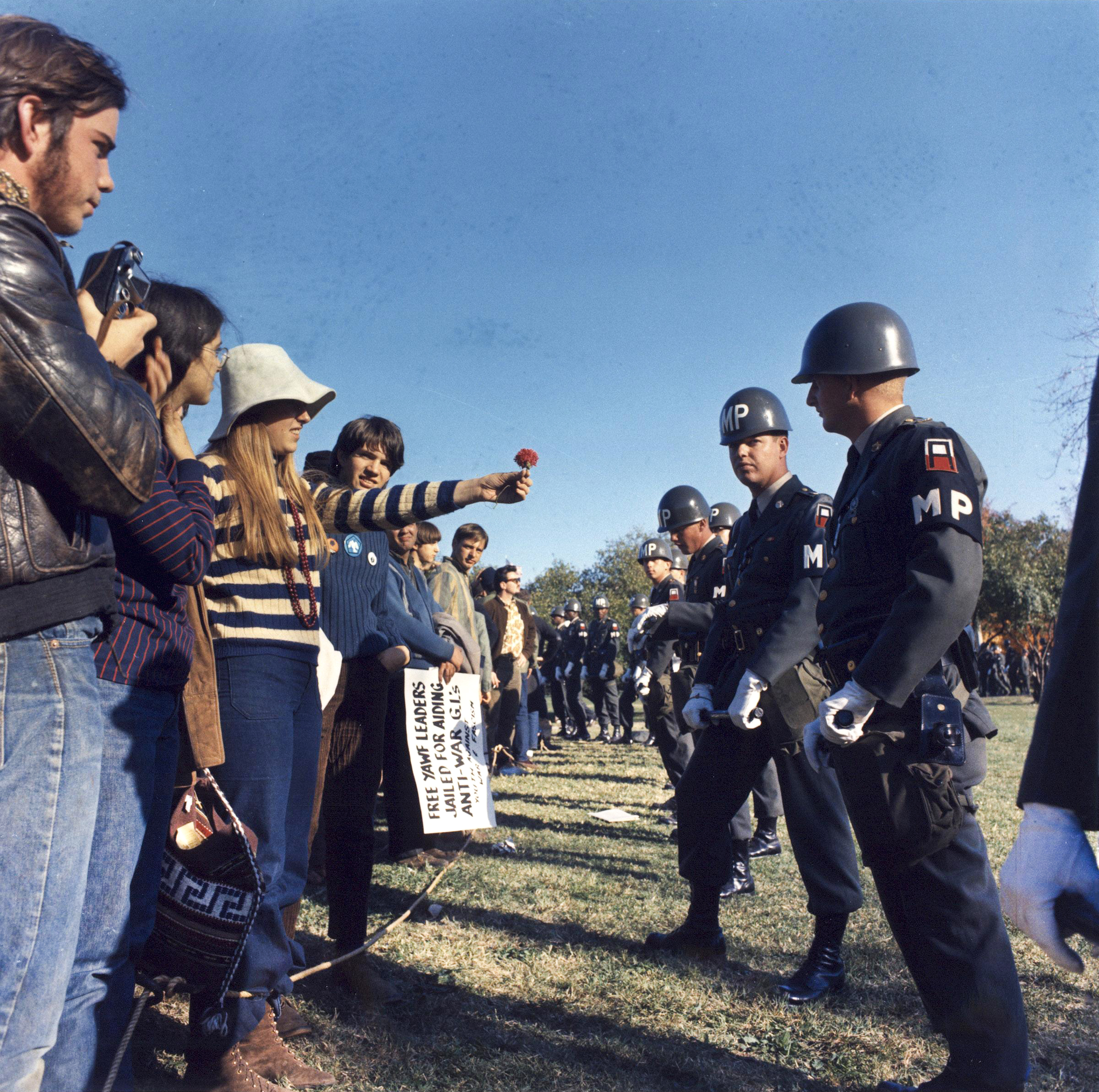
Protester mot Vietnamkriget.

Make love, not war (engelska för: "älska, inte kriga") var en politisk slogan som användes av pacifister i hippiekulturen. Den användes framför allt mot USA:s inblandning i  Vietnamkriget, men har senare även använts av fredsrörelsen vid diverse andra krig.

## I populärkulturen
- Make love, not war nämns i John Lennons sång "Mind Games".

- Den nämns i Bob Marleys sång "No More Trouble": "Make love and not war!".

- Den inspirerade titeln till David Allyns bok Make Love, Not War: The Sexual Revolution: An Unfettered History.

- Den har parodierats i många populära TV-program, bland annat i South Park-avsnittet "Make Love, Not Warcraft" och i LEGO-modellen Volkswagen T1 Camper Van på en t-shirt "Make LEGO models not war"

### Fotnoter
1. ↑  Fattig, Paul. Medford Mail Tribune. Arkiverad från originalet den 26 februari 2014. https://web.archive.org/web/20140226162426/http://sixties-l.blogspot.com/2010/08/make-love-not-war-coined-in-ashland.html. Läst 15 augusti 2010.
2. ↑  Levitas, Mitchel. New York Times. Läst 9 maj 1965.